# Paul Lequien
Paul Lequien, né le 4 septembre 1872 à Merville dans le Nord et mort le 5 janvier 1941 à Fort-de-France, est un prélat catholique français, membre de la congrégation du Saint-Esprit et évêque de Fort-de-France et Saint-Pierre entre 1915 et 1941.